# Bulgariens damlandslag i fotboll
Bulgariens damlandslag i fotboll representerar Bulgarien i fotboll på damsidan. Landslaget spelade sin första match den 11 oktober 1987 hemma mot Spanien. De har aldrig kvalat in till VM, OS eller EM-slutspelet.